# Fronty polskie

Znak taktyczny frontu/grupy armii

Fronty polskie – w zależności od zadania, jakie przed nimi stawiano, a co za tym idzie od wielkości przydzielonych sił i środków fronty w strukturach organizacyjnych Wojska Polskiego spełniały rolę związków operacyjnych lub strategicznych.
Fronty posiadały niestały skład organizacyjny i siłę bojową, mogącą odpowiadać zarówno dywizji, jak i kilku armiom.

## 1919–1920
- Front Wołyński
- Front Przeciwniemiecki, podlegały mu:
  - Front Litewsko-Białoruski
  - Front Mazowiecki
  - Front Wielkopolski
  - Front Południowo-Zachodni/Śląski, do czerwca 1919:
    - Front Śląski
    - Front Cieszyński

  - Front Pomorski
- Front Poleski
- Front Galicyjsko-Wołyński, od lipca 1919:
  - Front Galicyjski/Podolski
  - Front Wołyński (ponownie)

## 1920
- Front gen. Szeptyckiego/Północno-Wschodni/Północny
- Front gen. Rydza-Śmigłego/Ukraiński/Południowo-Wschodni/Środkowy
- Front Południowy

## 1939
- Grupa Armii Warszawa/gen. Rómmla
- Front Północny/Grupa Armii gen. Dąb-Biernackiego
- Front Środkowy/Grupa Armii gen. Piskora
- Front Południowy/Grupa Armii gen. Sosnkowskiego
- Grupa Armii Poznań-Pomorze/Grupa Armii gen. Kutrzeby

## Inne
W 1944 roku w polskim i radzieckim dowództwie planowano z armii polskich utworzyć Front Polski (na wzór radziecki). Jednak z powodu braku kadry oficerskiej pomysłu zaniechano.
Zgodnie z „Planem zamierzeń organizacyjnych WP na lata 1955–1960” Siły Zbrojne PRL na wypadek wojny z zachodem ze swojego składu miały wydzielić Front Polski/Nadmorski.